# Gotthilf Berger

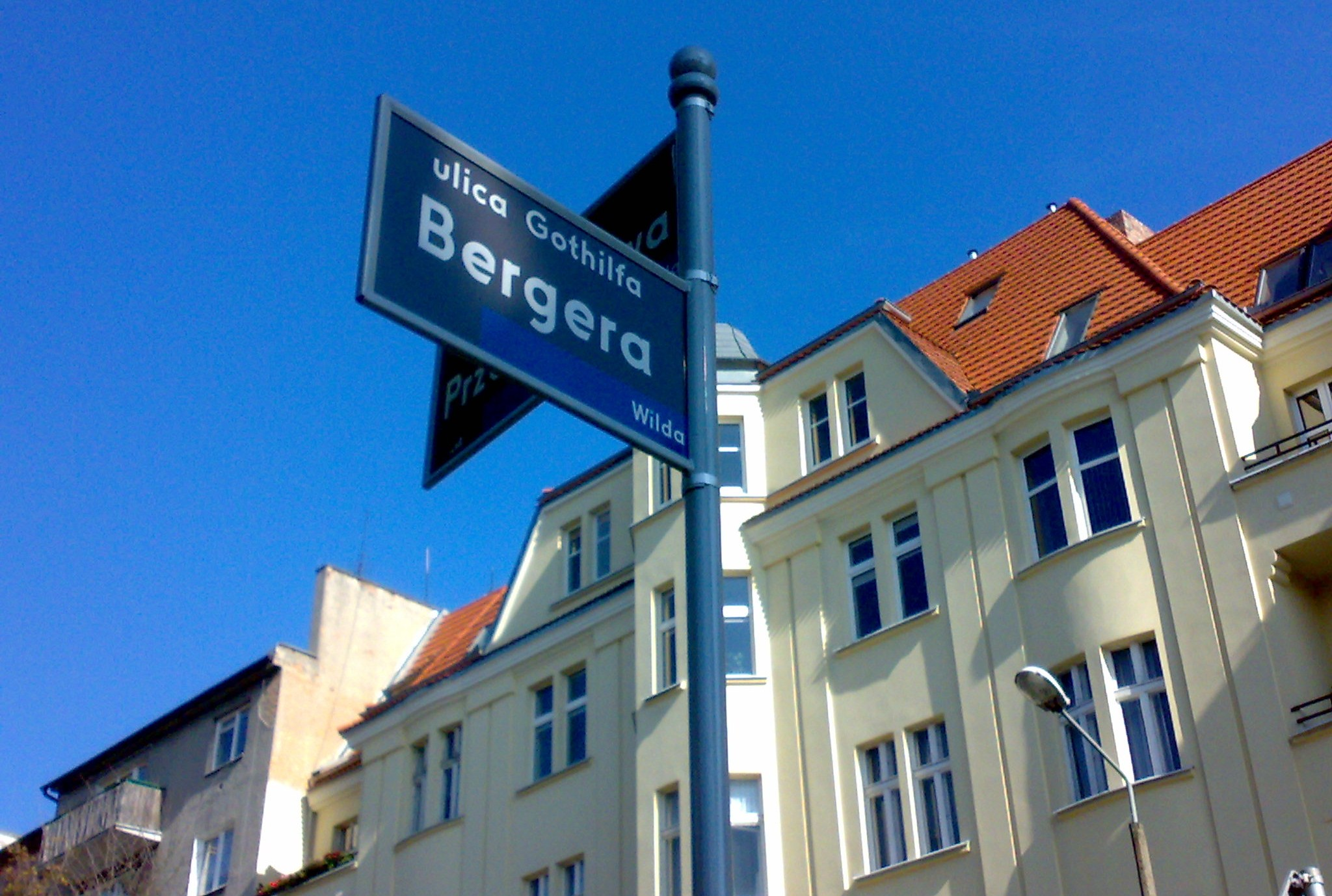
Ulica Gotthilfa Bergera na poznańskiej Wildzie

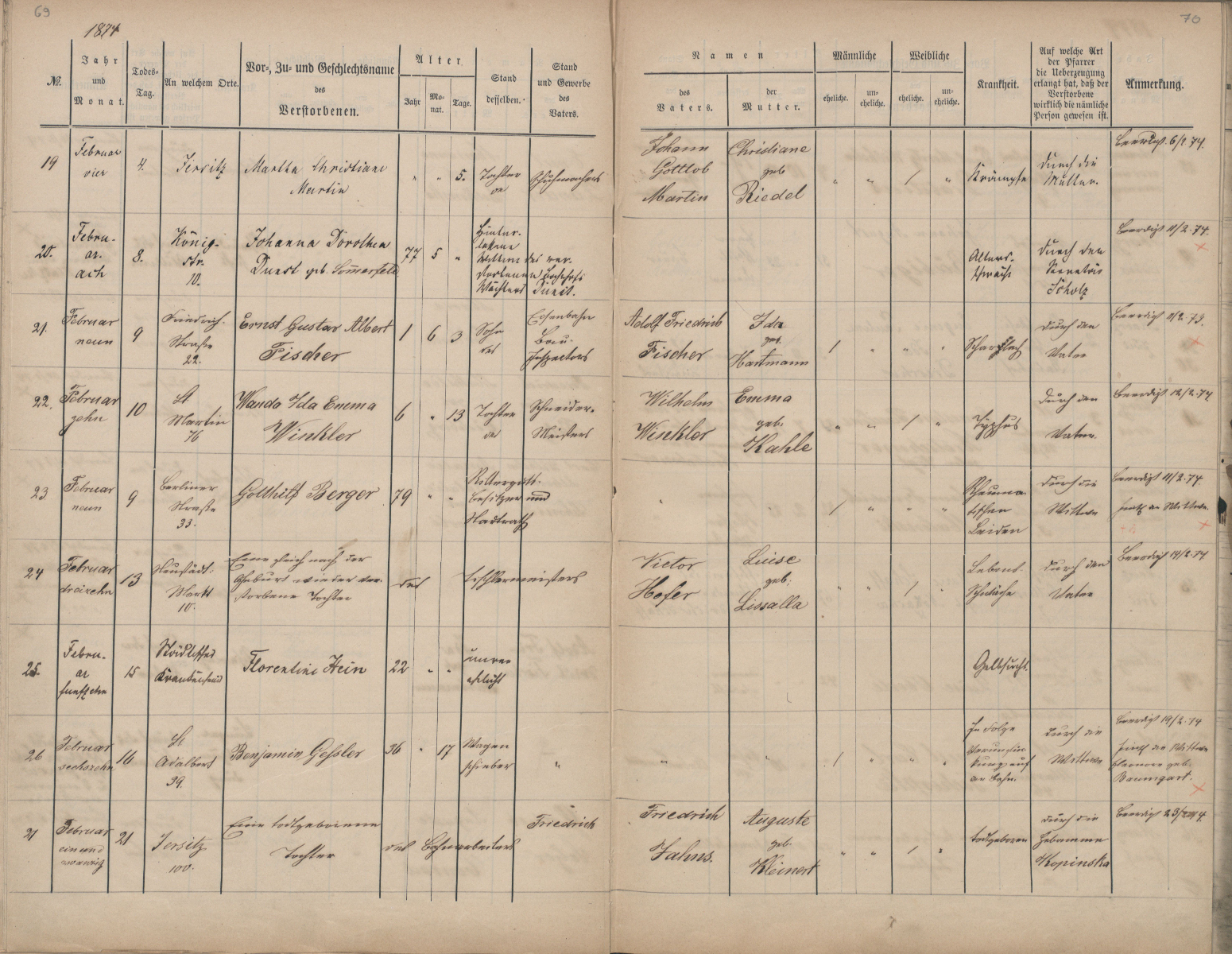
Akt zgonu Gotthilfa Bergera

Gotthilf Berger (ur. 21 maja 1794 w Poznaniu, zm. 9 lutego 1874 tamże) – niemiecki kupiec, polityk, działacz oświatowy i społeczny, poznański radny. Jest patronem niewielkiej ulicy na Wildzie; w przeszłości zaś jego imieniem nazwany był dzisiejszy plac M. Skłodowskiej-Curie.

## Życiorys
Urodził się w niemieckiej ewangelickiej rodzinie kupieckiej, która przeniosła się w 1778 ze Skwierzyny, a zajmowała się handlem drewnem i winem. Przejął wraz z bratem w 1824 podupadłą firmę, a po śmierci ojca w 1826 i brata w 1828 stał się jej jedynym właścicielem. Wzbogacił się na handlu drewnem (skupował i wycinał lasy w Wielkim Księstwie Poznańskim i Królestwie) i winem dzięki czemu z czasem mógł zająć się działalnością oświatową, społeczną i polityczną. W 1850 nabył majątek Wólka k. Wrześni, a dom w Poznaniu w 1853. Sprzedał firmę w 1855 i poświęcił się pracy społeczno–politycznej. W 1848 w Poznaniu udzielał się w Niemieckim Komitecie Narodowym i liberalnym Klubie Konstytucyjnym. Był od 1850 wieloletnim radnym Poznania, a od 1866 członkiem magistratu. Deputowany niższej izby parlamentu pruskiego w latach 1859–1870. Członek partii postępowej i przystąpił w 1866 do powstałego z rozłamu w jej szeregach stronnictwa narodowo–liberalnego. Będąc radnym miejski popierał projekt założenia w Poznaniu szkoły realnej, decyzja zapadła 9 czerwca 1852, a otwarcie szkoły nastąpiło 15 października 1853. Dzięki jego stanowisku strona polska uzyskała wiele korzystnych uprawnień dotyczących języka nauczania i personelu pedagogicznego. W 1861 przekazał miastu 65 tysięcy talarów na budowę nowego gmachu Miejskiej Szkoły Realnej przy ulicy Strzeleckiej 3, która w 1890 została nazwana jego imieniem. Obecnie budynek należy do Politechniki Poznańskiej.
W latach 1834–1839 był żonaty z Otylią Treppmacher, córką kupca. Po jej śmierci ożenił się ponownie w 1842 z jej siostrą Elwiną.
Po jego śmierci, działalność skierowaną do obu narodowości mieszkańców Poznania kontynuowała fundacja Berger Stiftung (Fundacja Gotthilfa Bergera), która wybudowała m.in. Dom Starców na Wildzie.
Przy Placu Kolegiackim, pod numerem 5, stoi klasycystyczna kamienica z lat 1802–1803, należąca za życia do Bergera. Obecnie w kamienicy mieści się Hotel Kolegiacki